# Partner Communications Company
Partner Communications Company (hebrejsky פרטנר תקשורת‎, Partner Takšoret, zkratka PTNR), dříve známá jako Orange Israel (hebrejsky אורנג' ישראל‎), je izraelská firma.

## Popis

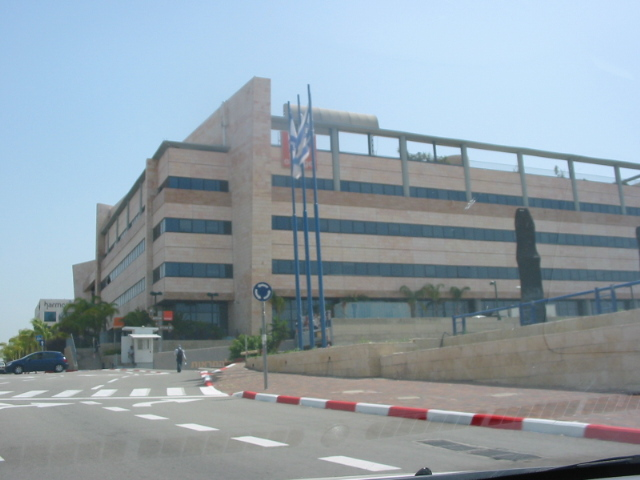
Sídlo firmy v průmyslové zóně u Roš ha-Ajin

Jde o firmu zaměřující se na mobilní telekomunikaci. Licenci získala v dubnu 1998 a na trh oficiálně vstoupila v lednu 1999. Má přes 3 000 000 zákazníků a má tak podíl cca 32 % na izraelském trhu. Na trhu působí pod mezinárodní značkou Orange, která odkazuje na mobilního operátora Orange. Kromě vlastních hlasových služeb nabízí i datové služby, připojení k internetu a multimediální služby. Firma je od roku 2001 obchodována na Telavivské burze cenných papírů a je zařazena do indexu TA-25. Zároveň je od roku 1999 kótována i na burze NASDAQ.
Ředitelem podniku je Ja'akov Gelbard. Kontrolní balík akcií ve firmě ovládal Hutchison Telecom, který ale tento podíl ve výši 51,3 % roku 2009 prodal firmě Scailex Corporation. Podle dat z roku 2010 byla firma Partner Communications Company devátým největším podnikem v sektoru služeb a obchodu v Izraeli podle tržeb, které roku 2010 dosáhly 6,079 miliardy šekelů, a třetím největším podnikem v sektoru telekomunikací.